# Hévíz

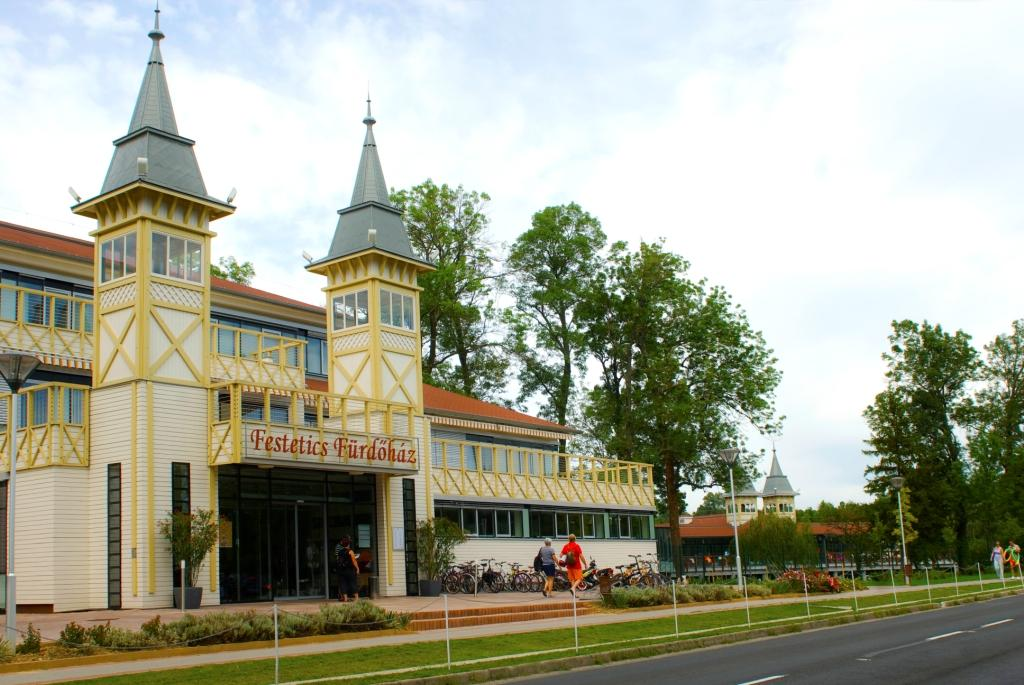
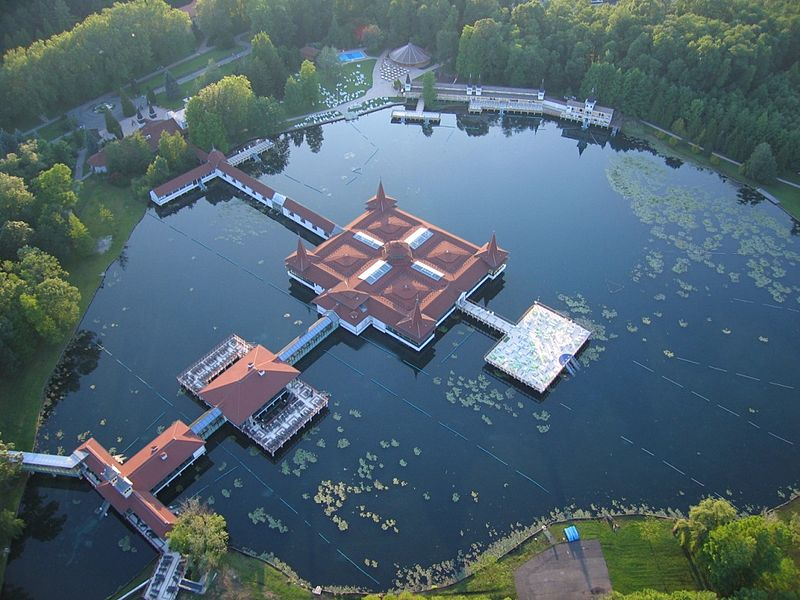
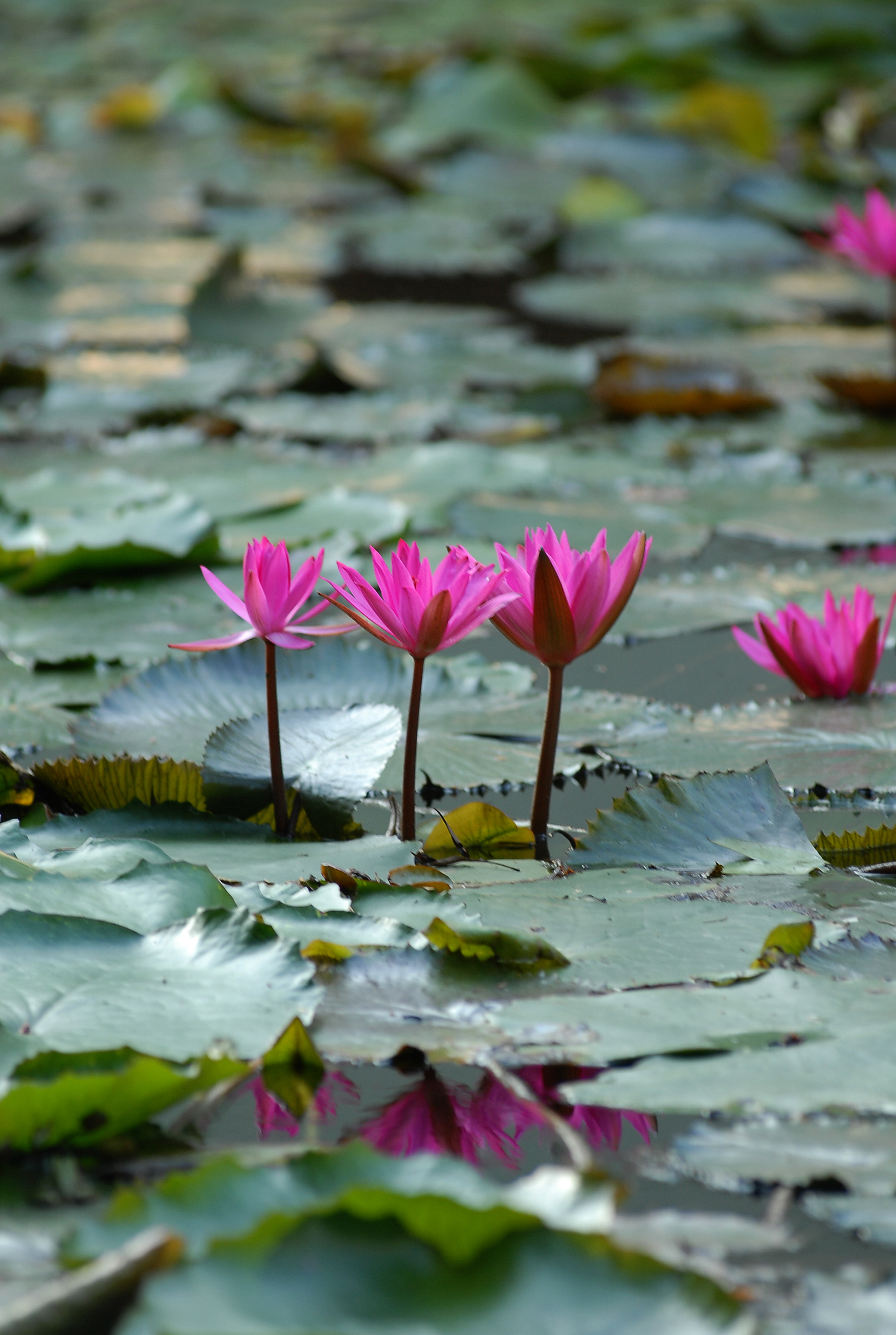
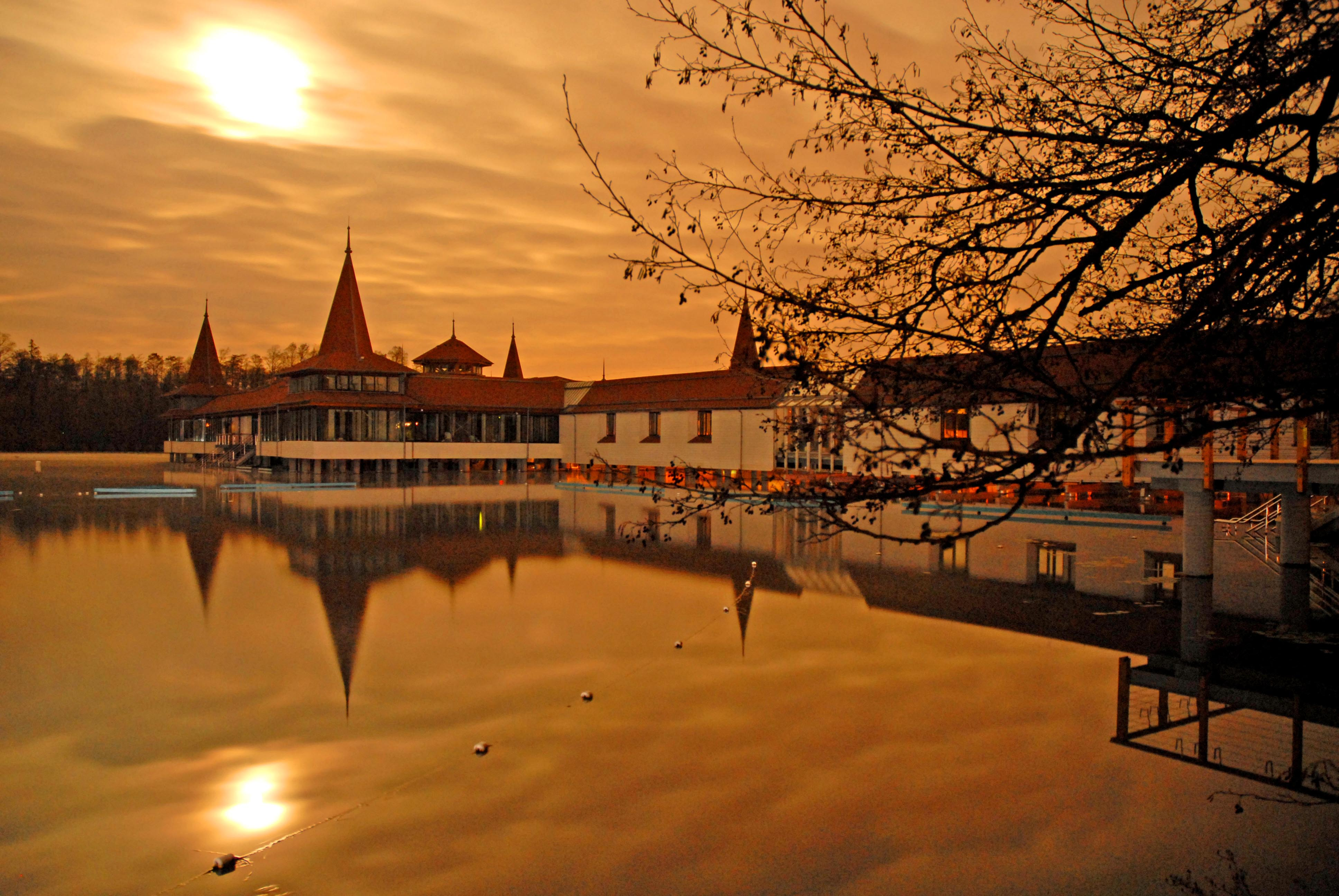
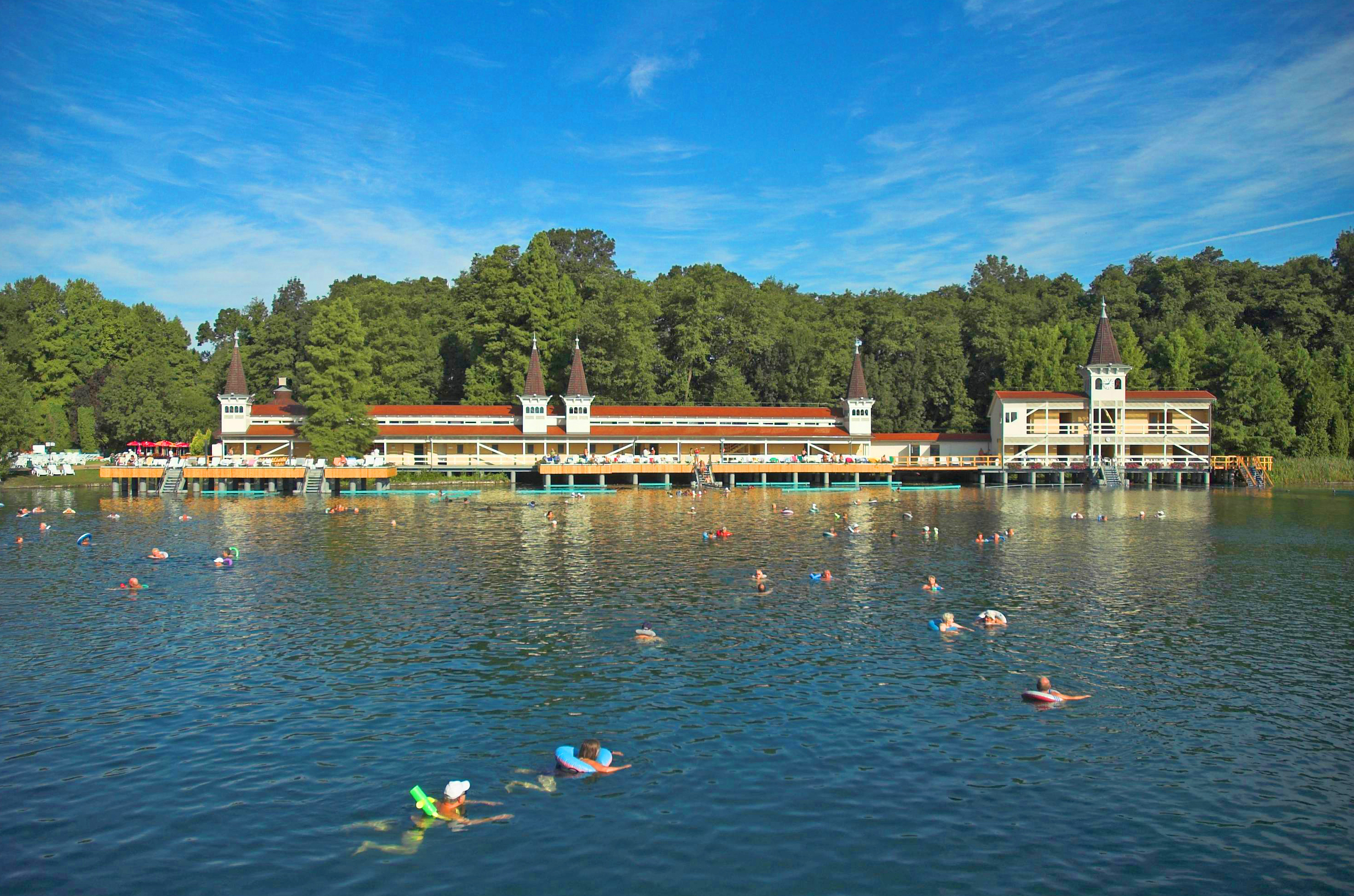
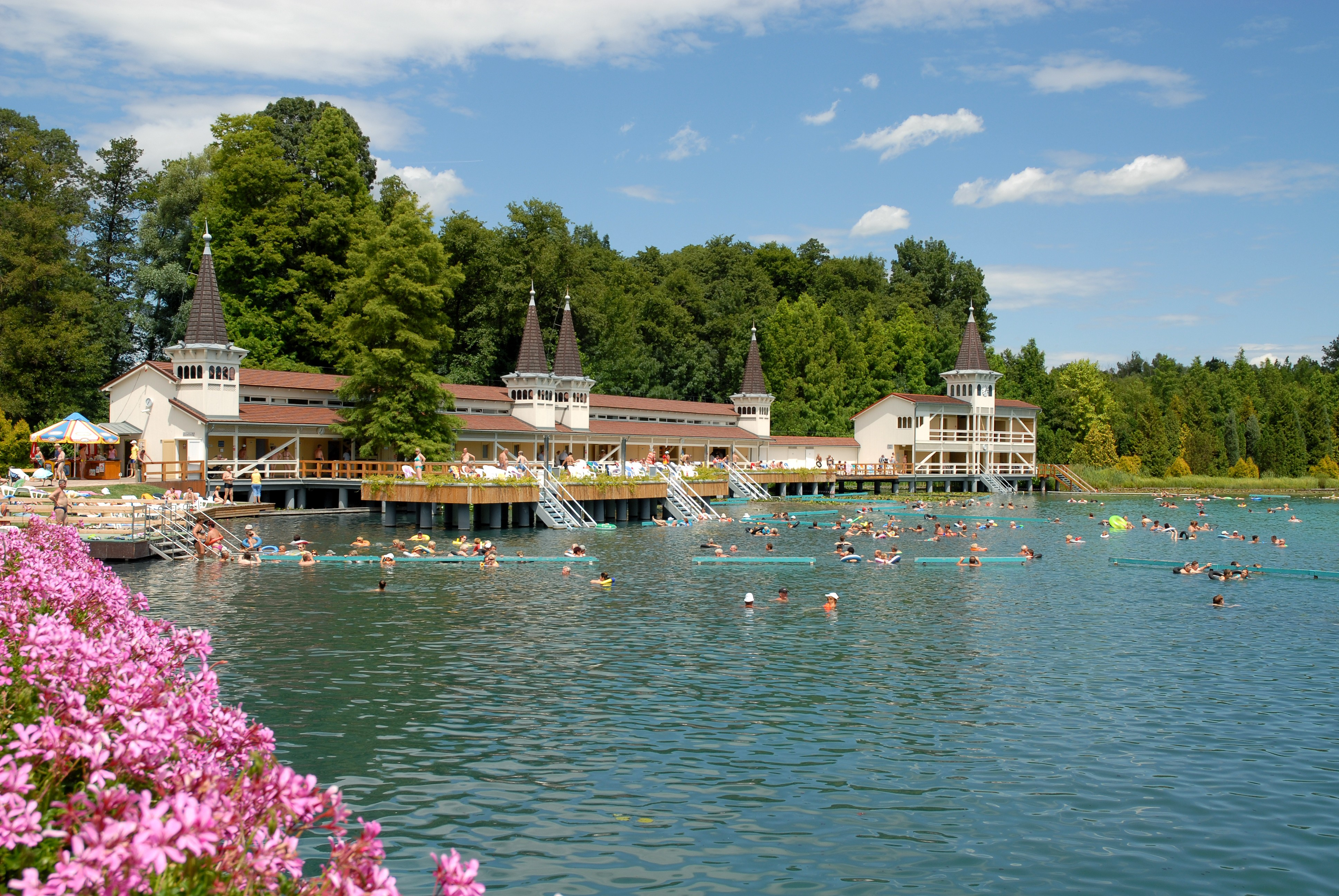

Hévíz là một thành phố thuộc hạt Zala, Hungary. Thành phố này có diện tích 8,31 km², dân số năm 2010 là 4318 người, mật độ 520 người/km².